# Gillian Boag
Pas d'image ? Cliquez ici

a Compétitions nationales et continentales officielles uniquement.

b Matchs officiels uniquement.
Gillian Boag, née le 19 février 1995 à Calgary (Canada), est une joueuse internationale canadienne de rugby à XV évoluant au poste de talonneuse. Elle joue en Angleterre, au Gloucester-Hartpury RFC.

## Biographie
Gillian Boag naît le 19 février 1995, à Calgary dans l'Alberta. Durant ses études scientifiques à l’Université de la Colombie-Britannique, elle porte les couleurs de l'équipe des Thunderbirds.
Elle joue en 2022 pour le club du Capilano RFC à Vancouver. Elle compte onze sélections en équipe du Canada quand elle est retenue en septembre 2022 pour disputer la Coupe du monde en Nouvelle-Zélande.
À l'automne 2023, elle participe dans ce même pays au WXV sous les couleurs du Canada. Au printemps suivant, elle fait partie du groupe sélectionné pour disputer la Pacific Four Series, mais elle ne participe à aucune rencontre.
Au mois d'août 2024, elle est recrutée par le club anglais de Gloucester-Hartpury RFC afin de pallier l'absence pour blessure de Kelsey Jones.